# Polynukleotid
En polynukleotid er en biopolymer, der består af mindst 13 nukleotider som monomerer. Disse monomerer er bundet sammen med kovalente bindinger til en kæde. DNA og RNA er eksempler på polynukleotider med særlig biologisk funktion. Præfikset poly- kommer fra oldgræsk πολυς (mange). DNA består af to polynukleotidkæder, hvor hver kæde har en helix (spiral)-form.
| Kemi | Spire Denne artikel om kemi er en spire som bør udbygges. Du er velkommen til at hjælpe Wikipedia ved at udvide den. |